# Pourtalès
Pourtalès är en ursprungligen sydfransk hugenottsläkt, av vilken en medlem 1720 utvandrade till Neuchâtel och 1750 av Fredrik II av Preussen erhöll preussiskt adelskap. En sonson till denne upphöjdes 1814 till grevligt stånd.

## Medlemmar av släkten
- Albert von Pourtalès (1812–1861), tysk diplomat
- Friedrich Pourtalès (1853–1928), tysk diplomat